# Rosso di montalcino

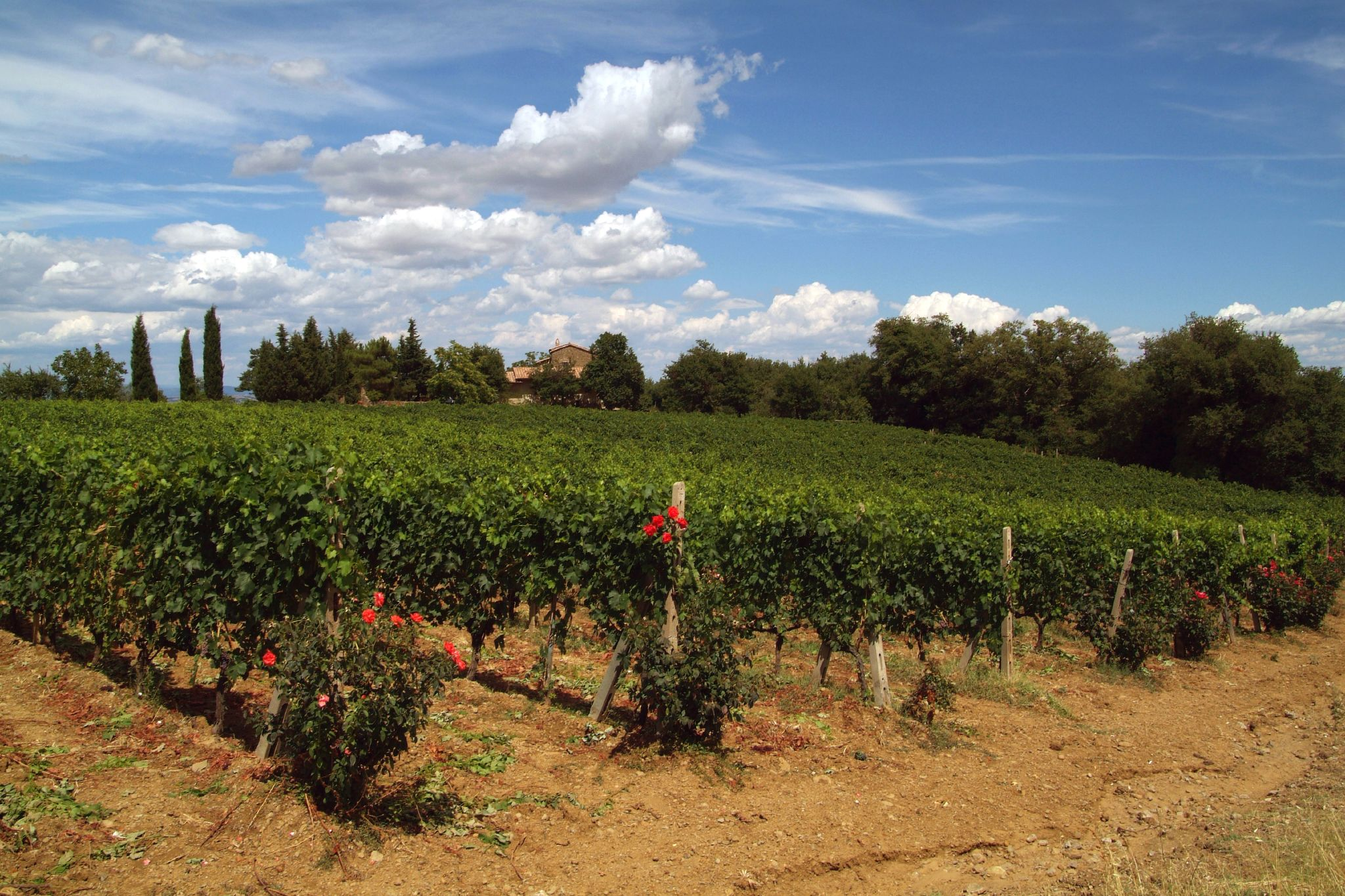
Winnice szczepu brunello w Montalcino

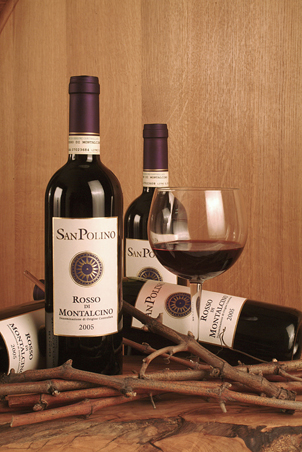
Rosso di montalcino

Rosso di montalcino – czerwone wino klasy Denominazione di Origine Controllata (DOC), wytwarzane w Toskanii, w obrębie gminy (wł. comune) Montalcino w prowincji Siena. Jest prostszą wersją brunello di montalcino, produkowanego na tym samym obszarze.

## Historia
W połowie XIX wieku Clemente Santi zauważył, że część winorośli w winnicach obsadzonych szczepem sangiovese ma grubszą skórkę i bardziej skoncentrowany aromat i rozpoczął próbę wyselekcjonowania tego podgatunku. Starania rodziny zakończyły się powodzeniem i w 1888 roku powstało pierwsze wino wyłącznie z tych winogron pod nazwą brunello, przypuszczalnie nadaną od wyjątkowo ciemnego zabarwienia owoców. Z czasem okazało się, że wymagania jakościowe postawione przed brunello di montalcino są barierą dla niektórych producentów, a cena zbyt wysoka. Utworzono więc osobną apelację DOC Rosso di Montalcino o obniżonych wymaganiach.

## Charakterystyka
Wino rosso di montalcino może być wytwarzane wyłącznie z winogron szczepu sangiovese rosnących na obszarze gminy Montalcino i tam też butelkowane. Mimo niewielkiego obszaru apelacji warunki uprawy (terroir) są zróżnicowane, co przekłada się także na charakter win. Z reguły do produkcji rosso di montalcino wykorzystuje się winogrona z winnic młodszych lub położonych w chłodniejszych miejscach – w stosunku do tych dających surowiec na brunello di montalcino – albo też w gorszych rocznikach. Średnio połowa winogron brunello jest butelkowana jako Rosso di Montalcino DOC.
Zgodnie z przepisami wino rosso di montalcino musi być starzone przynajmniej przez rok. Dojrzałość osiąga w ciągu 1–3 lat, a więc jest przeznaczone do picia wcześniej niż brunello di montalcino. Cechuje się intensywnym rubinowym kolorem, wyraźnym zapachem i pełnym smakiem, z wyczuwalnymi garbnikami. Rosso di montalcino musi osiągnąć poziom przynajmniej 12,0% alkoholu. Potencjał leżakowania wynosi od 5 do 15 lat.